# Neohydatothrips tiliae
Neohydatothrips tiliae är en insektsart som först beskrevs av Ian A. Hood 1931.  Neohydatothrips tiliae ingår i släktet Neohydatothrips och familjen smaltripsar. Inga underarter finns listade i Catalogue of Life.